# Kiskunlacháza
Kiskunlacháza (vyslovováno [kiškunlacháza], c a h se ale čtou zvlášť) je velká obec v Maďarsku v župě Pest, spadající pod okres Ráckeve. Nachází se asi 4 km severovýchodně od Ráckeve. V roce 2015 zde žilo 8 821 obyvatel. Dle údajů z roku 2011 tvoří 86,3 % obyvatelstva Maďaři, 1,7 % Romové, 0,5 % Němci, 0,4 % Rumuni a 0,3 % Bulhaři.
Sousedními obcemi jsou Apaj, Áporka, Bugyi, Délegyháza, Dömsöd, Kunpeszér, Majosháza a Taksony, sousedními městy Dunaharaszti, Dunavarsány a Ráckeve.
Nachází se zde letiště Kiskunlacháza.